# نينجا غايدن (لعبة فيديو 2004)
نينجا غايدن (بالإنجليزية: Ninja Gaiden)‏ ، هي لعبة إلكترونية من نوع أكشن وذبح وتقطيع ومغارمات، أنتجت سنة 2004م وتعمل حصراً على نظام إكس بوكس.

## وصلات خارجية
- Ninja Gaiden at موبي جيمز
- Ninja Gaiden at جيم فاكس